# Ошторма-Юмьинское сельское поселение
Ошторма-Юмьинское сельское поселение — сельское поселение в Кукморском районе Татарстана.
Административный центр — деревня Старая Юмья.

## География
Ошторма-Юмьинское сельское поселение граничит с Байлянгарским, Березнякским, Каенсарским, Нырьинским, Среднекуморским сельскими поселениями и Сабинским муниципальным районом. Общая площадь составляет 4345 гектаров, в том числе 3759 гектаров сельхозугодий, 488 гектаров − площади населённых пунктов.

## Состав поселения
- деревня Старая Юмья
- деревня Верхняя Юмья
- село Ошторма Юмья
- посёлок Вильмон
- деревня Новый Кумор
- деревня Сардаусь
- посёлок Филипповка

## Демография
| 2010  | 2011  | 2012  | 2013  | 2014  | 2015  | 2016  |
| ----- | ----- | ----- | ----- | ----- | ----- | ----- |
| 1489  | ↘1488 | ↘1478 | ↘1465 | ↘1460 | ↗1465 | ↘1451 |
| 2017  | 2018  |       |       |       |       |       |
| ↘1420 | ↘1410 |       |       |       |       |       |

Пенсионеров, включая инвалидов − 412 человек, трудоспособного населения − 478 человек, участников и инвалидов Великой Отечественной войны − 4 человека. В сельхозпредприятии занято 145 человек, бюджетников − 80.